# Horváth Evelin
Horváth Evelin (Mosonmagyaróvár, 1992. február 13. –) labdarúgó, középpályás.

## Pályafutása

### Klubcsapatban
2003-ban a Győri ETO csapatában kezdte a labdarúgást. 2009 óta a Ferencváros játékosa. Tagja volt a 2010-es magyar kupa-döntős csapatnak.

## Sikerei, díjai
- Magyar női labdarúgókupa
  - döntős: 2010